# Trávnik
Trávnik és un poble i municipi d'Eslovàquia que es troba a la regió de Nitra, al sud-oest del país. La primera menció escrita de la vila es remunta al 1216.

## Demografia
| Godina             | 1994 | 2004   | 2014   | 2024    |
| ------------------ | ---- | ------ | ------ | ------- |
| Nombre de persones | 749  | 676    | 725    | 642     |
| Diferència         |      | −9,74% | +7,24% | −11,44% |

| Godina             | 2023 | 2024   |
| ------------------ | ---- | ------ |
| Nombre de persones | 657  | 642    |
| Diferència         |      | −2,28% |